# 처진귀 토끼
처진귀 토끼 또는 롭이어 토끼(영어: lop-eared rabbit)는 귀가 서지 않고 처진 토끼를 말한다. 많은 토끼 품종은 이러한 늘어진 귀를 특징으로 한다. 1868년 찰스 다윈은 반쯤 처진귀 토끼의 두개골에 있는 이상 현상을 연구했다.

## 귀 운반

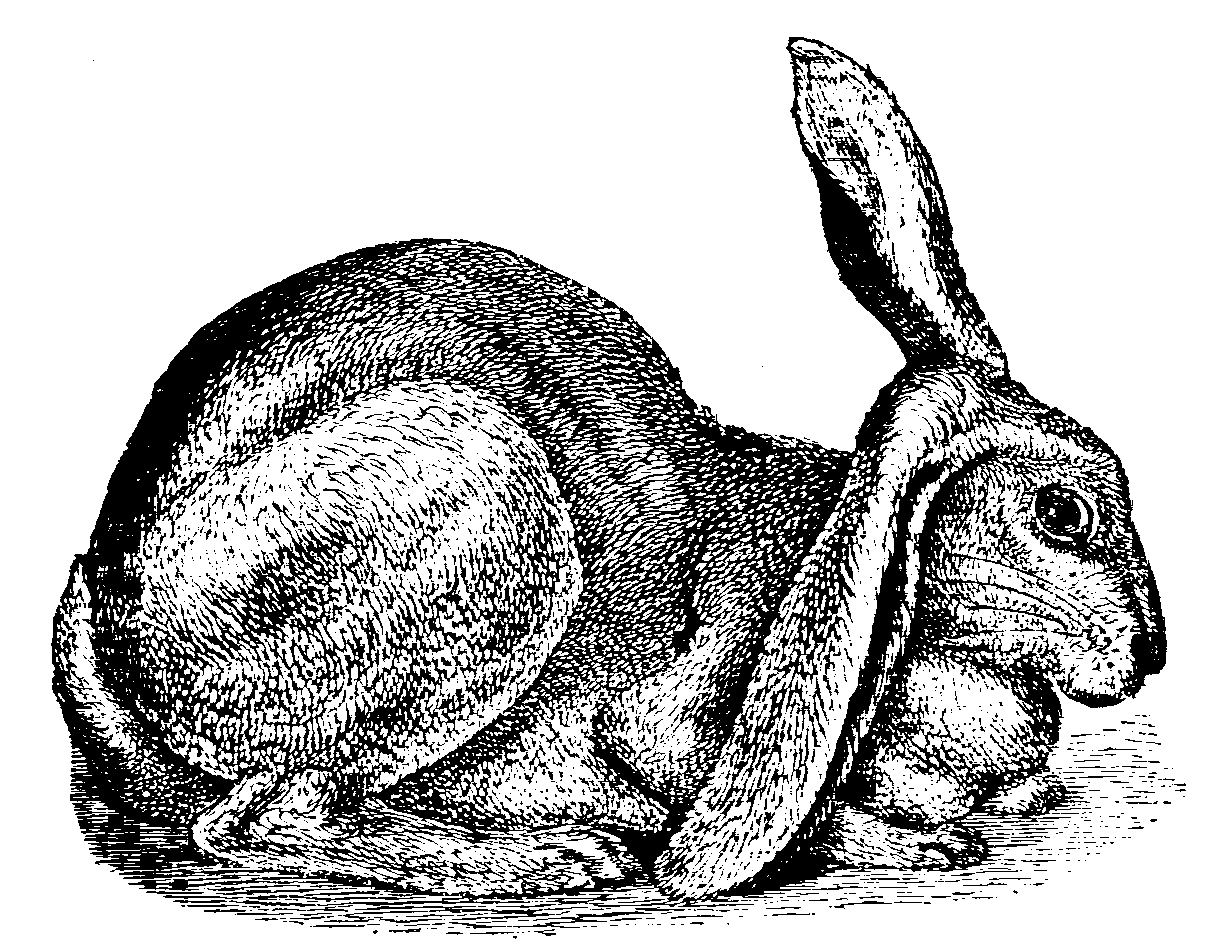
반쯤 처진귀 토끼. 찰스 다윈의 삽화, 1868년.

처진귀 토끼의 특징은 귀 운반이다. 대부분의 집토끼 품종의 직립형 귀와는 달리, 처진귀 품종은 귀가 느슨하게 처져 있고, 귀의 입구가 두개골을 향하고 있다. 약간 올라간 연골 귀 기반으로 인해 많은 처진귀 토끼(잉글리시 롭 제외)의 머리에는 크라운이라는 작은 돌출부가 있다. 전형적인 처진귀 토끼의 머리는 옆모습이 수컷 양의 머리와 닮았다고 하며, 따라서 처진귀 토끼에 대한 독일어, 프랑스어, 이탈리어 용어는 양과 관련 있다.
토끼는 땀을 흘릴 수 없기 때문에, 토끼의 귀는 혈관이 표면에 가깝게 있어 필수적인 체온 조절 장치이다. 길거나 두꺼운 귀의 추가 무게는 귀 구조의 나머지 부분에 의해 항상 완전히 지탱되지 않아 귀가 처지는 결과를 낳는다. 일부 어린 토끼의 귀는 귀 성장이 끝날 때까지 성체 토끼의 귀가 완전히 처지지 않을 수 있다. 처진귀 토끼의 귀는 포식자의 소리를 듣고 건강한 체온을 유지하는 것을 방해한다. 이 두 가지 단점으로 인해 야외 조건에서 생존할 수 없다.

## 처진귀 토끼의 품종
대부분의 토끼 품종은 직립형 귀를 가지고 있지만, 처진귀 품종은 현재 미국 토끼 사육 협회(ARBA) 또는 영국 토끼 협회(BRC)에서 인정한 모든 품종의 약 15%를 차지한다. 이러한 처진귀 품종에는 다음이 포함된다:
- 드워프 롭
- 마이스너 롭
- 미니 라이언 롭
- 미니 롭 [US]
- 미니어처 롭 [UK/NL]
- 미니어처 캐시미어 롭
- 벨베틴 롭
- 아메리칸 퍼지 롭
- 잉글리시 롭
- 저먼 롭
- 캐나디안 플러시 롭
- 캐시미어 롭
- 프렌치 롭
- 홀란트 롭 [US]

## 같이 보기
- 토끼